# Gastronauta
Gastronauta è un neologismo ideato da Davide Paolini verso la fine degli anni Novanta, usato per indicare l'indole di una persona per la ricerca e la scoperta gastronomica.
Amante del viaggio, il gastronauta, oltre ad essere attratto dal mondo del cibo, è animato dal desiderio della convivialità, nonché da un interesse culturale che ricerca, dietro ad ogni prodotto, tradizioni folkloristiche, storiche e geografiche, in quanto il territorio è un luogo metaforico, frutto di una cultura collettiva che produce valori simbolici.
Tra le peculiarità di un gastronauta vi è la sperimentazione, ovvero la curiosità di accostare cibi e sapori al di là delle mode e delle consuetudini, atteggiamento dal quale possono nascere vantaggi per i localismi gastronomici, di cui si potrebbe ampliare la sfera di consumo.

## Usi mediatici
Nel corso degli anni, il termine è stato impiegato, oltre che come aggettivo, anche come appellativo dello stesso Davide Paolini, e di suoi programmi televisivi e radiofonici, dedicati alla scoperta dei giacimenti gastronomici italiani.
Risale al 2000 "Il Gastronauta", in onda su LA7, nonché le prime puntate delle trasmissioni dedicate al gusto su Radio 24. Nello stesso anno, la rubrica del Sole 24 Ore, prima chiamata A me mi piace, viene ribattezzata "Il Gastronauta".

## Filosofia del Gastronauta
"Mangiare il territorio” è il metodo di conoscenza del vero gastronauta: l'espressione è stata coniata a partire da Sotto il sole giaguaro, di Italo Calvino, opera che contiene in toto la filosofia gastronautica dello svelare usi, costumi, storia, tradizione e cultura materiale di un luogo, cibandosi del luogo stesso. Designa la tensione di conoscere, sapere e annusare del gastronauta.
Mangiando un prodotto autoctono infatti, è possibile risalire alla sua filiera produttiva e scoprire il sapere artigianale che vi sta dietro, le materie prime di cui dispone l'ambiente, il contesto storico e geografico che ha determinato la nascita di una tecnica produttiva specifica, lo scenario religioso e folkloristico all'interno del quale, un cibo, non è solo qualcosa da mangiare, ma simbolo e promotore di un territorio. Questo il motivo per cui, tra i gastronauti, consapevoli che il cibo sia Cultura con la C maiuscola, vige il motto "si mangia con la testa e non con la pancia".

## Gastronauta va in soffitta e nasce Cibovagare
A maggio 2021 Davide Paolini manda in soffitta il Gastronauta e lancia un nuovo movimento: Cibovagare.it, in cui il cibo diventa uno degli strumenti per salvaguardare l’ambiente. “Non basta più indagare sulla materia prima e su chi la realizza o la trasforma, ora chi si occupa di cibo ha una missione più urgente che riguarda l’ambiente, la tutela della biodiversità, il supporto di pratiche agricole e zootecniche che devono necessariamente essere sostenibili”, dichiara il giornalista, immaginando una rivoluzione verde e sostenibile, che ha come simbolo le api.